# Granja experimental Gold Ridge de Luther Burbank
La Luther Burbank's Gold Ridge Experiment Farm ( en español: Granja experimental Gold Ridge de Luther Burbank) es el nombre oficial de unos terrenos de 3 acres (12,000 m²), que proceden de una granja que originalmente fue comprada en 1885 por el reconocido horticultor, Luther Burbank (1849-1926), en un área localizada en el Condado de Sonoma, California. 
A los 10 acres (40,000 m²) que la granja tenía en un principio, Burbank añadió 5 acres (20,000 m²) en 1904 y 3.046 acres (12,330 m²) en 1906. En 1923 debido a problemas de salud se vio obligado a vender 3.046 acres (12,330 m²) de su propiedad. Burbank murió en 1926.
En 1974, la viuda de Burbank, Elizabeth Waters Burbank (1888-1977), donó los restantes 15 acres (61.000 m²), a la Corporación de la Vivienda del Área de Sebastopol con el propósito de construir viviendas para personas de bajos ingresos, ancianos y discapacitados con la estipulación de que fueran preservados los 3 acres (12 000 m²), incluidos en el total de la propiedad que contienen el "Caretaker´s Cottage" (que se había construido un año o dos después de que una antigua casa de la propiedad quedó arrasada por el Terremoto de San Francisco de 1906), así como el granero y las macetas del cobertizo (destruido por un incendio a finales de 1960) y más de 250 especímenes vivos del trabajo de Burbank fueran salvaguardados dejándolos como un espacio histórico y hortícola, dedicado a la memoria de Burbank, para ser estudiado y disfrutado por las generaciones futuras. 
Actualmente esta granja es propiedad de la ciudad de Sebastopol, que está administrada por la "Western Sonoma County Historical Society" y mantenida en su totalidad por voluntarios.

## Historia de la Gold Ridge Farm
Ante la necesidad de más espacio en el cual llevar a cabo sus experimentos en plantas perennes, árboles y arbustos que pudieran ser acomodados por los viveros de su casa y jardines en Santa Rosa, Burbank compró la granja "Gold Ridge" principalmente a causa de sus sutiles variaciones en entornos, exposiciones y elevaciones. Esto le permitió realizar experimentos con plantas que varían en gran medida en sus características. En su apogeo, algunas estimaciones sitúan el número de experimentos de plantas en curso realizados por Burbank en la granja de Gold Ridge en más de 60.000 y atendido por un equipo de 15 a 20 trabajadores
Después de la muerte de Burbank en 1926, las plantas restantes con las que había estado trabajando, fueron catalogadas por representantes de "Stark Brothers Nursery" (Vivero de los Hermanos Stark) en Misuri (un antiguo cliente de Burbank) después de que la finca cayó en desuso y mal estado hasta mediados de la década de 1970.
La "Western Sonoma County Historical Society" se formó en Sebastopol en esa época gracias a la iniciativa de los voluntarios locales con la meta original de asegurar la preservación y el mantenimiento de la granja "Golde Ridge" Oro de Burbank. Esta misión se ha ampliado para incluir actualmente el "West Sonoma County Museum" (con sede en el edificio del antiguo depósito de trenes en el centro de Sebastopol), el Archivo Sebastopol, la "Triggs Reference Room" y los archivos genealógicos.
Actualmente la "Luther Burbank's Gold Ridge Experiment Farm" es a la vez un museo histórico hortícola y donde el público puede, mediante guías docentes o por autoguías, ver, literalmente, cientos de los "legados" de la vida del hombre al que una vez se llamó "The Plant Wizard".

## Localización
"Gold Ridge Farm" está situada en el 7781 Bodega Ave. (alrededor de 1 milla al oeste de Main Street) en Sebastopol y está abierta al público. 
La sociedad Western Sonoma County Historical Society y el West County Museum se encuentran ubicados en el 261 South Main Street, Sebastopol CA 95472.